# Yoshiko Shibaki
Œuvres principales
Seika no ichi (青果の市)
Yoshiko Shibaki (芝木 好子, Shibaki Yoshiko) est une écrivaine japonaise, née le 7 mai 1914 dans la préfecture de Tōkyō et morte le 25 août 1991 .

## Biographie
Yoshiko Shibaki obtient le prix Akutagawa en 1941 pour Seika no ichi (青果の市) et le prix de l'Académie japonaise des arts en 1981.
Elle est élue membre de l’Académie japonaise des arts en 1983.
Ses œuvres ne sont pas traduites en français.

## Adaptations de ses œuvres au cinéma
- 1956 : Le Paradis de Suzaki (洲崎パラダイス 赤信号, Suzaki Paradaisu: Akashingō?) de Yūzō Kawashima
- 1956 : La Rue de la honte (赤線 地帯, Akasen chitai?) de Kenji Mizoguchi, d'après Yakō no onna (夜光の女?, 1955)